# Mycetia apoensis
Mycetia apoensis là một loài thực vật có hoa trong họ Thiến thảo. Loài này được (Elmer) Govaerts mô tả khoa học đầu tiên năm 2008.